# Дымовское (Киевская область)
Дымовское (укр. Димівське; до 2024 года — Першотравневое) — село, входит в Великодымерскую поселковую общину Броварского района Киевской области Украины.
Население по переписи 2001 года составляло 34 человека. Почтовый индекс — 07450. Телефонный код — 4594. Занимает площадь 0,55 км². Код КОАТУУ — 3221286002.

## Происхождение названия
Село было названо в честь праздника весны и труда Первомая, отмечаемого в различных странах 1 мая; в СССР он назывался Международным днём солидарности трудящихся.
На территории Украиской ССР имелись 50 населённых населённых пунктов с названием Першотравневое и 27 — с названием Первомайское.

## Местный совет
07450, Киевская обл., Броварский р-н, с. Плоское, ул. Ленина, 6; тел. 32-2-49.